# Anadolu Partisi
Die Anadolu Partisi (kurz AnaPar) war eine politische Kleinstpartei in der Türkei, die unter der Juristin Emine Ülker Tarhan als Abspaltung der Republikanischen Volkspartei (CHP) von Kemal Kılıçdaroğlu entstanden ist. Das Logo der Anatolien-Partei bestand aus einer aufsteigenden Sonne mit einer Sonnenblume, welche Anatolien und Thrakien repräsentieren sollen.
Die Partei wurde als den Prinzipien des Staatsgründers Mustafa Kemal Atatürk verpflichtet beschrieben, sie bevorzugte ein unabhängiges Justizsystem.